# Estadio Nemesio Camacho
Das Estadio Nemesio Camacho (auch unter dem Namen El Campín bekannt) ist ein Fußballstadion im Stadtbezirk Teusaquillo der kolumbianischen Hauptstadt Bogotá, Provinz Cundinamarca. Die Anlage ist im Besitz der Stadt und wird von dem Instituto Distrital de Recreación y Deporte (I.D.R.D., deutsch Institut für Freizeit und Sport) verwaltet. Die Sportstätte bietet momentan bei Fußballspielen 36.343 Sitzplätze.

## Geschichte
Die Idee zum Bau des Stadions geht auf den damaligen Bürgermeister der Stadt Jorge Eliécer Gaitán zurück, der 1934 anregte, zum 400. Jubiläum der Stadtgründung und der bolivarianischen Spiele im Jahr 1938 eine Sportstätte zu errichten. Luis Camacho Matiz stellte das Grundstück für den Bau des Stadions zur Verfügung. Benannt wurde das Stadion nach seinem Vater, dem Politiker und Geschäftsmann Nemesio Camacho. Beauftragt mit dem Entwurf des Stadions wurde der deutsche Architekt Federico Leder Müller.
Die Eröffnung und das erste Spiel im Stadion mit einer Kapazität von 10.000 Plätzen fand am 10. August 1938 zwischen Kolumbien und Ecuador statt und endete 1:2 für die Gäste. 1948 steigerte man das Fassungsvermögen auf 23.500 Zuschauer. Die nächsten Baumaßnahmen wurden von 1950 bis 1951 durchgeführt. Es wurden im Stadion die Nord- und die Südtribüne hinzugefügt. Am 20. Juli 1951 wurde die Neueröffnung mit zwei Länderspielen zwischen Uruguay und Argentinien sowie der Begegnung Kolumbien und Paraguay gefeiert. Das erste Spiel unter Flutlicht bestritten am 29. November 1967 Independiente Santa Fe und die Tschechoslowakei. 1969 wurde nach einem Jahr Bauzeit die Erweiterung der Sportstätte auf 62.500 Plätze und die Errichtung einer Anzeigetafel beendet. 
2000 wurden die bis dahin umfangreichsten Bauarbeiten für die Copa América 2001 durchgeführt. Danach fasste es noch 46.310 Zuschauer. Ab 2008 wurde das Stadion für die U-20-Fußball-Weltmeisterschaft 2011 den Richtlinien der FIFA angepasst und erneuert. Das Budget umfasste 18 Mrd. kolumbianische Pesos.
Die lange erwartete Renovierung könnte bald umgesetzt werden, nachdem die Bürgermeisterin Claudia López Hernández, nach Berichten, die neuesten Pläne unterstützt. Das I.D.R.D. soll in nächster Zeit Einzelheiten zum Renovierungsprojekt bekanntgeben. Das El Campín soll auf 46.500 Sitzplätze erweitert werden. Hinzu kommen ein Hotel sowie Restaurants, Kinos, Konzert- und Sporthallen. Ziel ist es, im Stadion größere Sport- und Kulturveranstaltungen ausrichten zu können. Die ausführenden Unternehmen sollen im Dezember 2023 benannt werden. Die Arbeiten könnten 2024 beginnen. Es ist geplant, den Umbau in mehreren Abschnitten durchzuführen. Das Stadion wird in dieser Zeit weiter nutzbar sein. Die neuesten Pläne kommen zwei Jahre nach dem ursprünglich vorgeschlagenen Vorhaben. Damals sollte es auf 45.000 Plätze ausgebaut und mit einem schließbaren Dach versehen werden. Des Weiteren sahen die Entwürfe einen Sportkomplex, ein Mehrzweckauditorium, einen Gewerbebereich und renovierte öffentliche Räume vor.
Am 7. Juni 2024 unterzeichnete das I.D.R.D. einen Konzessionsvertrag für eine öffentlich-private Partnerschaft mit dem Konsortium Asociación Público Privada Complejo Cultural Y Deportivo El Campín (CDEC S.A.S., deutsch Öffentlich-privater Verein Kultur- und Sportkomplex El Campín) abgeschlossen. Der Kontrakt hat eine Laufzeit von 29 Jahren. Das neue El Campín soll mindestens 46.500 Plätze bieten, die sich je nach Veranstaltung erhöhen können, ein schließbares Dach erhalten und ein Treffpunkt für Kultur, Tourismus, Freizeit und Sport in der kolumbianischen Hauptstadt werden. Nach der U-20-Fußball-Weltmeisterschaft der Frauen 2024, die im August/September in Kolumbien stattfinden wird, soll eine Vorbauphase beginnen. Die Bauarbeiten selbst werden 2025 starten und voraussichtlich etwa dreieinhalb Jahre andauern. Die Arbeiten werden in Etappen, Tribüne für Tribüne, durchgeführt. Zunächst soll die Osttribüne abgerissen werden.

## Veranstaltungen

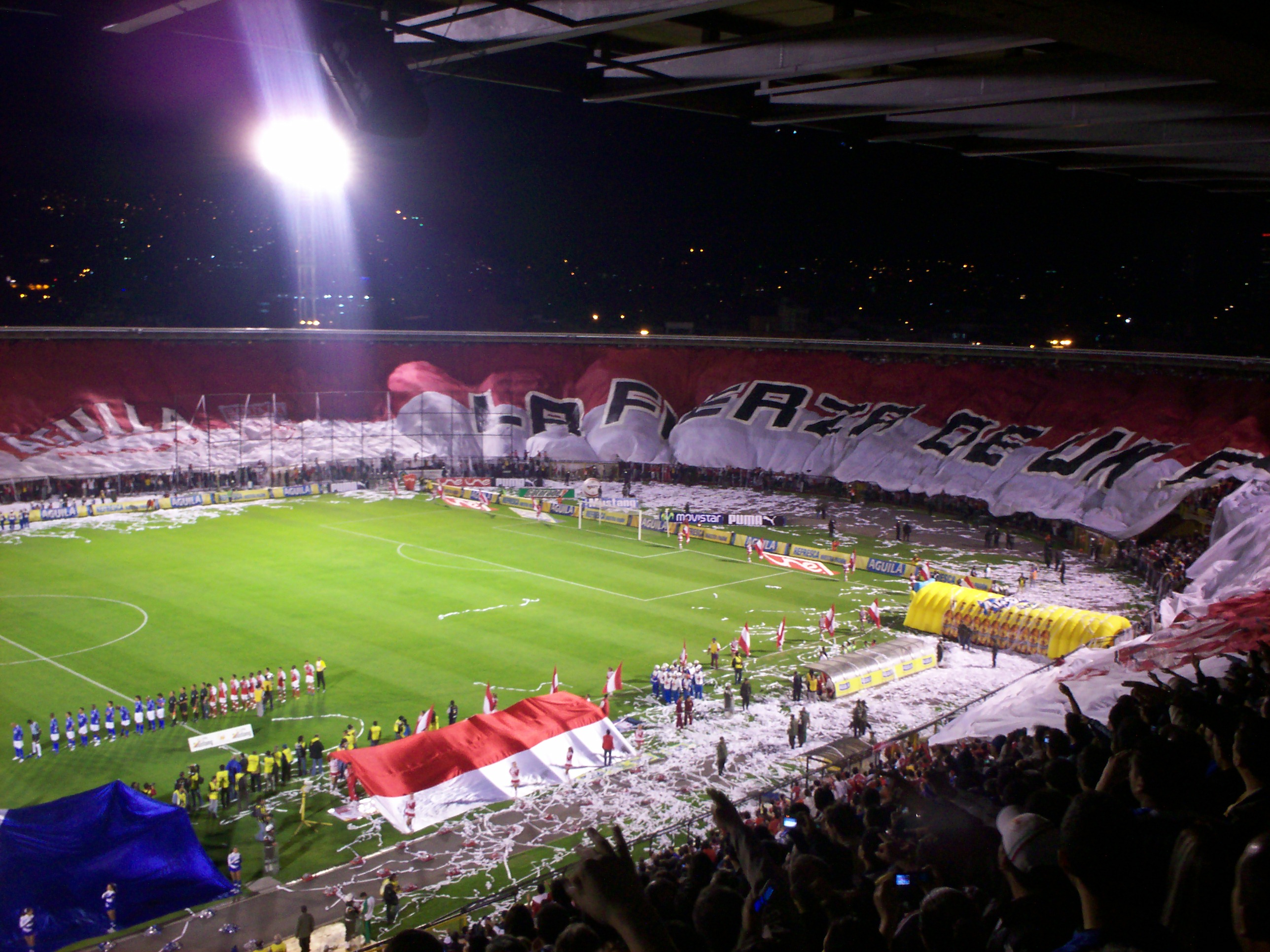
Das „El Campín“ beim Clásico bogotano zwischen Millonarios und Santa Fe

Neben den Spielen der Millonarios FC (seit 1938), Independiente Santa Fe (seit 1951) und der kolumbianischen Fußballnationalmannschaft wurden Qualifikationsturniere für olympische Fußballturniere 1968, 1972 und 1980 ausgetragen. Das Spiel um Platz 3 und das Endspiel der Copa América 2001 fanden im Stadion von Bogotá statt; des Weiteren wurden vier Spiele der Copa América 1975 im „El Campín“ ausgetragen. Drei Mal nutzten die kolumbianische Vereine Atlético Nacional (1989), América de Cali (2000) und Boyacá Chicó FC (2008) die Spielstätte für die Copa Libertadores, da ihre sonstigen Stadien im Umbau oder zu klein waren. Die Anlage war Spielort für die U-20-Fußball-Weltmeisterschaft 2011. Am 2. Juli 1986 hielt Papst Johannes Paul II. eine heilige Messe für die Jugendlichen im Stadion ab.

### Spiele der Copa América 1975 im „El Campín“
- 20. Juli 1975, Gruppe C:  Kolumbien –  Paraguay 1:0 (0:0)
- 07. Aug. 1975, Gruppe C:  Kolumbien –  Ecuador 2:0 (2:0)
- 21. Sep. 1975, Halbfinale:  Kolumbien –  Uruguay 3:0 (0:0)
- 16. Okt. 1975, Endspiel:  Kolumbien –  Peru 1:0 (1:0)

### Spiele der Copa América 2001 im „El Campín“
- 28. Juli 2001, Spiel um Platz 3:  Honduras –  Uruguay 2:2 (2:2), 5:4 i. E.
- 29. Juli 2001, Endspiel:  Kolumbien –  Mexiko 1:0 (0:0)

### Spiele der U-20-Fußball-WM 2011 im „El Campín“
- 30. Juli 2011, Gruppe A:  Mali –  Südkorea 0:2 (0:0)
- 30. Juli 2011, Gruppe A:  Kolumbien –  Frankreich 4:1 (1:1)
- 02. Aug. 2011, Gruppe A:  Frankreich –  Südkorea 3:1 (1:0)
- 02. Aug. 2011, Gruppe A:  Kolumbien –  Mali 2:0 (1:0)
- 05. Aug. 2011, Gruppe A:  Kolumbien –  Südkorea 1:0 (1:0)
- 05. Aug. 2011, Gruppe B:  Uruguay –  Kamerun 0:1 (0:1)
- 09. Aug. 2011, Achtelfinale:  Kolumbien –  Costa Rica 3:2 (0:0)
- 13. Aug. 2011, Viertelfinale:  Kolumbien –  Mexiko 1:3 (0:1)
- 20. Aug. 2011, Spiel um Platz 3:  Mexiko –  Frankreich 3:1 (1:1)
- 20. Aug. 2011, Endspiel:  Brasilien –  Portugal 3:2 n. V. (2:2, 1:1)

### Konzerte
Eine Auswahl der stattgefundenen Konzerte im Stadion.
- 1973: James Brown
- 1988: Quiet Riot
- 1992: Guns n’ Roses
- 1994: Pet Shop Boys
- 1995: Bon Jovi, UB40
- 1996: Elton John, Sheryl Crow
- 1997: Def Leppard, Fito Páez, Charly García, Mercedes Sosa, Celia Cruz
- 2003: Alanis Morissette
- 2004: The Offspring, Sean Paul, Don Omar
- 2005: The Black Eyed Peas, RBD
- 2012: Paul McCartney (On The Run Tour)
- 2012: Lady Gaga
- 2013: Justin Bieber
- 2014: One Direction
- 2015: Foo Fighters
- 2015: KISS
- 2016: The Rolling Stones
- 2023: The Weeknd